# Kristen Santos-Griswold
Kristen Santos-Griswold (* 2. November 1994 in Fairfield, Connecticut; gebürtig Santos) ist eine US-amerikanische Shorttrackerin.

## Werdegang
Santos begann im Alter von neun Jahren mit dem Shorttrack und startete international erstmals bei den Juniorenweltmeisterschaften 2013 in Warschau. Dort belegte sie den 12. Platz mit der Staffel. Im Weltcup debütierte sie im Februar 2015 in Dresden und errang dabei den 32. Platz über 500 m und den 28. Platz über 1500 m. In der Saison 2018/19 erreichte sie in Turin mit dem dritten Platz in der Mixed-Staffel ihre erste Podestplatzierung im Weltcup. Zudem kam sie über 1000 m zweimal auf den fünften Platz und errang damit den 11. Platz im Gesamtweltcup über 1000 m. Bei den Weltmeisterschaften 2019 in Sofia lief sie mit dem 16. Platz über 500 m, dem 13. Rang über 1500 m und dem 12. Platz über 1000 m, auf den 17. Platz im Mehrkampf. In der Saison 2019/20 belegte sie mit sechs Top-Zehn-Platzierungen, darunter Platz drei über 1000 m in Nagoya den 11. Platz im Gesamtweltcup über 1000 m. Bei den Vier-Kontinente-Meisterschaften 2020 in Montreal wurde sie Neunte im Mehrkampf und Vierte mit der Staffel. Im folgenden Jahr lief sie bei den Weltmeisterschaften in Rotterdam mit dem sechsten Platz über 3000 m und dem vierten Rang über 500 m, auf den achten Platz im Mehrkampf. Zudem wurde sie dort Siebte mit der Staffel. Nach dritten Plätzen über 1000 m und 1500 m in Peking zu Beginn der Saison 2021/22, holte sie Nagoya über 1000 m ihren ersten Weltcupsieg und wurde damit Zehnte im Weltcup über 500 m, Vierte im Weltcup über 1500 m und Zweite im Weltcup über 1000 m. Beim Saisonhöhepunkt, den Olympischen Winterspielen 2022 in Peking, belegte sie den 17. Platz über 500 m, den neunten Rang über 1500 m, jeweils den achten Platz mit der Mixed-Staffel und der Staffel sowie den vierten Platz über 1000 m.
In der Saison 2022/23 lief Santos mit drei zweiten sowie fünf dritten Plätzen auf den siebten Platz im Weltcup über 1000 m, auf den fünften Rang im Gesamtweltcup und auf den vierten Platz im Weltcup über 1500 m. Bei den Vier-Kontinente-Meisterschaften 2023 in Salt Lake City holte sie die Bronzemedaille mit der Staffel, jeweils die Silbermedaille über 500 m sowie 1500 m und die Goldmedaille mit der Mixed-Staffel. Zudem kam sie bei den Weltmeisterschaften 2023 in Seoul auf den 17. Platz über 500 m, auf den 13. Platz über 1000 m, auf den achten Rang mit der Staffel, auf den siebten Platz mit der Staffel und auf den sechsten Rang über 1500 m. In der folgenden Saison gewann sie bei den Vier-Kontinente-Meisterschaften 2024 in Laval die Bronzemedaille mit der Staffel, die Silbermedaille mit der Mixed-Staffel sowie jeweils die Goldmedaille über die drei Einzeldistanzen und bei den Weltmeisterschaften 2024 in Rotterdam die Bronzemedaille mit der Mixed-Staffel, jeweils die Silbermedaille über 500 m und 1500 m sowie die Goldmedaille über 1000 m. Im Weltcup holte sie sechs Siege und erreichte mit fünf zweiten sowie sechs dritten Plätzen den dritten Platz im Weltcup über 1500 m, den zweiten Rang im Gesamtweltcup sowie den ersten Platz im Weltcup über 1000 m.

## Erfolge

### Olympische Spiele
- 2022 Peking: 4. Platz 1000 m, 8. Platz Mixed-Staffel, 8. Platz Staffel, 9. Platz 1500 m, 17. Platz 500 m

### Weltmeisterschaften
- 2019 Sofia: 12. Platz 1000 m, 13. Platz 1500 m, 16. Platz 500 m, 17. Platz Mehrkampf
- 2021 Rotterdam: 4. Platz 500 m, 7. Platz Staffel, 8. Platz Mehrkampf
- 2023 Seoul: 6. Platz 1500 m, 7. Platz Mixed-Staffel, 8. Platz Staffel, 13. Platz 1000 m, 17. Platz 500 m
- 2024 Rotterdam: 1. Platz 1000 m, 2. Platz 1500 m, 2. Platz Staffel, 3. Platz Mixed-Staffel, 3. Platz 500 m

### Vier-Kontinente-Meisterschaften
- 2020 Montreal: 4. Platz Staffel, 7. Platz 500 m, 8. Platz 1000 m, 9. Platz Mehrkampf, 10. Platz 1500 m
- 2023 Salt Lake City: 1. Platz Mixed-Staffel, 2. Platz 500 m, 2. Platz 1500 m, 3. Platz Staffel, 18. Platz 1000 m
- 2024 Laval: 1. Platz 500 m, 1. Platz 1000 m, 1. Platz 1500 m, 2. Platz Mixed-Staffel, 6. Platz Staffel

### Platzierungen im Weltcup

#### Weltcupsiege

##### Weltcupsiege im Einzel
| Nr. | Datum             | Ort      | Disziplin |
| --- | ----------------- | -------- | --------- |
| 1.  | 31. Oktober 2021  | Nagoya   | 1000 m    |
| 2.  | 21. Oktober 2023  | Montreal | 1000 m    |
| 3.  | 9. Dezember 2023  | Peking   | 500 m     |
| 4.  | 10. Dezember 2023 | Peking   | 1000 m    |
| 5.  | 17. Februar 2024  | Danzig   | 1500 m    |
| 6.  | 18. Februar 2024  | Danzig   | 1000 m    |
| 7.  | 15. Dezember 2024 | Seoul    | 500 m     |
| 8.  | 15. Dezember 2024 | Seoul    | 1500 m    |
| 9.  | 15. Februar 2025  | Mailand  | 500 m     |
| 10. | 16. Februar 2025  | Mailand  | 1000 m    |

#### Weltcupsiege im Team
| Nr. | Datum            | Ort       |
| --- | ---------------- | --------- |
| 1.  | 10. Februar 2024 | Dresden 1 |

#### Weltcup-Gesamtplatzierungen
| Saison  | Gesamt | Gesamt | 500 m  | 500 m | 1000 m | 1000 m | 1500 m | 1500 m |
| Saison  | Punkte | Platz  | Punkte | Platz | Punkte | Platz  | Punkte | Platz  |
| ------- | ------ | ------ | ------ | ----- | ------ | ------ | ------ | ------ |
| 2014/15 | -      | -      | 13     | 76.   | -      | -      | 24     | 85.    |
| 2015/16 | -      | -      | 175    | 61.   | 146    | 69.    | -      | -      |
| 2016/17 | -      | -      | 2.943  | 28.   | 1.006  | 52.    | -      | -      |
| 2017/18 | -      | -      | 34     | 46.   | 50     | 21.    | -      | -      |
| 2018/19 | -      | -      | 180    | 52.   | 8.812  | 11.    | 144    | 56.    |
| 2019/20 | -      | -      | -      | -     | 14.537 | 11.    | 24     | 81.    |
| 2021/22 | -      | -      | 6.179  | 10.   | 19.677 | 2.     | 16.640 | 4.     |
| 2022/23 | 700    | 5.     | 140    | 15.   | 246    | 7.     | 314    | 4.     |
| 2023/24 | 1120   | 2.     | 100    | 23.   | 585    | 1.     | 495    | 3.     |
| 2024/25 | 1.120  | 1.     | 410    | 1.    | 268    | 5.     | 380    | 2.     |

## Persönliche Bestzeiten
| Distanz | Zeit         | Datum            | Ort       |
| ------- | ------------ | ---------------- | --------- |
| 500 m   | 42,332 s     | 16. März 2024    | Rotterdam |
| 1000 m  | 1:26,783 min | 11. Februar 2022 | Peking    |
| 1500 m  | 2:17,329 min | 21. Oktober 2021 | Peking    |
| 3000 m  | 5:26,009 min | 7. März 2021     | Dordrecht |